# I liga czeska w piłce nożnej (1993/1994)
W sezonie 1993/1994 rozegrano 1. edycję najwyższej klasy rozgrywkowej piłki nożnej w Czechach.

## Zasady rozgrywek
W rozgrywkach wzięło udział 16 drużyn, walczących o tytuł mistrza Czech w piłce nożnej – 10 zespołów czeskich z ostatniego sezonu I ligi czechosłowackiej i 6 najlepszych ze zlikwidowanej ČMFL. Każda z drużyn rozegrała po 2 mecze ze wszystkimi przeciwnikami (razem 30 spotkań). Zwycięzca otrzymali prawo gry w rundzie kwalifikacyjnej Ligi Mistrzów UEFA 1994/1995; wicemistrz wystąpił w rundzie preeliminacyjnej Pucharu UEFA; triumfator Pucharu Czech zagrał w Pucharze Zdobywców Pucharów.

## Drużyny
| Uczestnicy I ligi czechosłowackiej 1992/1993                                                                  | Uczestnicy I ligi czechosłowackiej 1992/1993 | Uczestnicy I ligi czechosłowackiej 1992/1993 | Uczestnicy I ligi czechosłowackiej 1992/1993 |
| --- | -------------------------------------------- | -------------------------------------------- | -------------------------------------------- |
| SPA | Sparta Praga                                 | 1                                            |                                              |
| SLA | Slavia Praga                                 | 2                                            |                                              |
| SIG | Sigma Ołomuniec                              | 5                                            |                                              |
| BAN | Baník Ostrawa                                | 6                                            |                                              |
| BRN | Boby Brno                                    | 8                                            |                                              |
| SHC | Spartak Hradec Králové                       | 9                                            |                                              |
| WIT | TJ Witkowice                                 | 10                                           |                                              |
| CBU | Dynamo Czeskie Budziejowice                  | 13                                           |                                              |
| DUK | Dukla Praga                                  | 14                                           |                                              |
| Zwycięzca baraży o I ligę czeską                                                                              |                                              |                                              |                                              |
| BOH | Bohemians Praga                              | 15                                           |                                              |
| Awans z ČMFL 1992/1993                                                                                        |                                              |                                              |                                              |
| VŽI | Viktoria Žižkov                              | 1                                            |                                              |
| PDR | Petra Drnovice                               | 2                                            |                                              |
| VPL | Viktoria Pilzno                              | 3                                            |                                              |
| UNI | Union Cheb                                   | 4                                            |                                              |
| SLL | Slovan Liberec                               | 5                                            |                                              |
| SVZ | Svit Zlín                                    | 6                                            |                                              |
| Oznaczenia: - kolumna pierwsza – skróty nazw drużyn, - kolumna trzecia – miejsce zajęte w poprzednim sezonie. |                                              |                                              |                                              |

## Tabela
| Lp. | Drużyna                     | M  | Z  | R  | P  | Bramki | Bramki | Różn. | Pkt | Uwagi                                             |
| --- | --------------------------- | -- | -- | -- | -- | ------ | ------ | ----- | --- | ------------------------------------------------- |
| 1   | Sparta Praga (M)            | 30 | 18 | 9  | 3  | 62     | 21     | +41   | 45  | Liga Mistrzów UEFA • Runda kwalifikacyjna         |
| 2   | Slavia Praga                | 30 | 16 | 7  | 7  | 55     | 28     | +27   | 39  | Puchar UEFA • Runda wstępna                       |
| 3   | Baník Ostrawa               | 30 | 14 | 8  | 8  | 52     | 25     | +27   | 36  |                                                   |
| 4   | Union Cheb                  | 30 | 13 | 10 | 7  | 31     | 29     | +2    | 36  |                                                   |
| 5   | Viktoria Pilzno             | 30 | 12 | 11 | 7  | 35     | 23     | +12   | 35  |                                                   |
| 6   | Dynamo Czeskie Budziejowice | 30 | 11 | 13 | 6  | 33     | 31     | +2    | 35  |                                                   |
| 7   | Sigma Ołomuniec             | 30 | 14 | 6  | 10 | 44     | 29     | +15   | 34  |                                                   |
| 8   | Viktoria Žižkov             | 30 | 12 | 9  | 9  | 40     | 28     | +12   | 33  | Puchar Zdobywców Pucharów • Runda kwalifikacyjna1 |
| 9   | Slovan Liberec              | 29 | 11 | 10 | 8  | 36     | 32     | +4    | 32  |                                                   |
| 10  | Petra Drnovice              | 30 | 13 | 6  | 11 | 38     | 36     | +2    | 32  |                                                   |
| 11  | Svit Zlín                   | 30 | 10 | 7  | 13 | 37     | 48     | −11   | 27  |                                                   |
| 12  | Boby Brno                   | 30 | 10 | 6  | 14 | 38     | 46     | −8    | 26  |                                                   |
| 13  | Spartak Hradec Králové      | 30 | 9  | 6  | 15 | 29     | 40     | −11   | 24  |                                                   |
| 14  | Bohemians Praga             | 30 | 8  | 7  | 15 | 29     | 54     | −25   | 23  |                                                   |
| 15  | TJ Witkowice (S)            | 30 | 3  | 7  | 20 | 22     | 64     | −42   | 13  | Spadek do II ligi                                 |
| 16  | Dukla Praga (S)             | 30 | 1  | 8  | 21 | 21     | 68     | −47   | 10  | Spadek do ČFL2                                    |

## Najlepsi strzelcy
| Lp | Piłkarz       | Drużyna                     | Bramki |
| -- | ------------- | --------------------------- | ------ |
| 1  | Horst Siegl   | Sparta Praga                | 20     |
| 2  | René Wagner   | Boby Brno                   | 12     |
| 3  | Josef Obajdin | Slovan Liberec              | 11     |
| 4  | Milan Duhan   | Baník Ostrawa               | 10     |
| 4  | Karel Vácha   | Dynamo Czeskie Budziejowice | 10     |
| 4  | Róbert Kafka  | Petra Drnovice              | 10     |

Źródło: Fotbalové statistiky České republiky a Československa